# Hans Göldner
Hans Woldemar Erhard Göldner (* 19. Februar 1928 in Cossebaude; † 11. Juli 2020) war ein deutscher Ingenieur auf dem Gebiet der Technischen Mechanik, Hochschullehrer der Technischen Universität Dresden und Autor von Fachliteratur.

## Leben
Im Jahr 1944 leistete Göldner Kriegsdienst und geriet in Gefangenschaft. Nach dem Ende des Zweiten Weltkriegs konnte er 1947 in Dresden das Abitur ablegen. Daran schloss sich eine einjährige Tätigkeit als Praktikant in Dresdner Maschinenbaubetrieben an. Daraufhin begann Göldner ein vierjähriges Studium an der TH Dresden, der heutigen TU Dresden, das er 1952 als Diplomingenieur für Maschinenbau abschloss.
Nach der Beendigung seines Studiums blieb Hans Göldner als Assistent, später Oberassistent an der Hochschule. Dort arbeitete er auf dem Gebiet der Festigkeitslehre bei den Professoren Heinz Neuber und Arthur Weigand – ebenso wie andere spätere Professoren der TU Dresden, beispielsweise Günther Landgraf oder Franz Holzweißig. Im Jahr 1960 wurde Göldner zum Doktoringenieur promoviert und im Oktober desselben Jahres mit der Wahrnehmung einer Professur am Institut für Festigkeitslehre und Schwingungsforschung der TH Dresden beauftragt.
Göldner habilitierte sich 1963. Ab 1964 war er in Dresden Professor mit Lehrauftrag für Festigkeitslehre, ab 1969 ordentlicher Professor – bis 1992 für Statik und Festigkeitslehre sowie im Anschluss bis 1994 für Elastizitätstheorie und Bruchmechanik. In dieser Funktion folgte ihm Herbert Balke nach, der ebenfalls an der TU Dresden studiert und promoviert hatte.
Zusätzlich hatte Göldner von 1968 bis 1973 die Funktion des Direktors der Sektion Grundlagen des Maschinenwesens an der TU Dresden inne.

## Veröffentlichungen
Gemeinsam mit anderen renommierten Wissenschaftlern aus der Deutschen Demokratischen Republik erarbeitete Göldner Lehrbücher, die für die Hochschulausbildung auf dem Gebiet der Technischen Mechanik als Standardwerke galten und zum Teil noch immer gelten. Diese erschienen im VEB Fachbuchverlag Leipzig.
Gemeinsam mit seinem Dresdner Kollegen Franz Holzweißig ist Göldner Autor des Leitfadens der Technischen Mechanik, in dem die Grundlagen des Fachgebietes behandelt werden. Das Werk fand auch in der BRD Anerkennung und erschien im Springer-Wissenschaftsverlag in Lizenzausgabe.
Unter Mitwirkung anderer Hochschullehrer – unter anderem Günther Landgraf, Johannes Altenbach, Siegfried Sähn und Helge Bergander –  erschien ein dreibändiges Lehrwerk Höhere Festigkeitslehre.

### Liste von Publikationen (Auswahl)
- Hans Göldner, Franz Holzweißig: Leitfaden der Technischen Mechanik. 11. Auflage. VEB Fachbuchverlag Leipzig, 1989, ISBN 9783343004973
- Hans Göldner et al.: Lehrbuch Höhere Festigkeitslehre. Band 1. 2. Auflage. VEB Fachbuchverlag Leipzig, 1984
- Hans Göldner et al.: Lehrbuch Höhere Festigkeitslehre. Band 2. 2. Auflage. VEB Fachbuchverlag Leipzig, 1989, ISBN 9783343004966
- Hans Göldner et al.: Arbeitsbuch Höhere Festigkeitslehre. 2. Auflage. VEB Fachbuchverlag Leipzig, 1981